# 华北老牛筋
华北老牛筋（学名：Arenaria grueningiana）为石竹科无心菜属下的一个种。